# Temnoplectron atropolitum
Temnoplectron atropolitum är en skalbaggsart som beskrevs av Gillet 1927. Temnoplectron atropolitum ingår i släktet Temnoplectron och familjen bladhorningar. Inga underarter finns listade i Catalogue of Life.